# ایمان صادقی (بازیکن فوتبال)
ایمان صادقی (زادهٔ ۱۹ دی ۱۳۷۰) بازیکن فوتبال اهل ایران است که در پست دروازه‌بان برای باشگاه فوتبال پالایش نفت بندرعباس بازی می‌کند.
او فوتبال را از منطقه ۱۹ خانی‌آبادنو شروع کرد. عضو تیم استقلال تهران بود و در سن ۱۳ تا ۱۵ سالگی عضو تیم نوجوانان پاس بوده‌است. او در سال ۱۳۹۳ برای رفتن به خدمت سربازی با تیم ملوان بندر انزلی قراردادی دو ساله امضا کرد. او در لیگ ۲۱ ام به عنوان نامزد بهترین دروازه‌بان بود.
پس از اشتباهات او در بازی پرسپولیس و سپاهان تعدادی از هواداران به اشتباه به صفحه اینستاگرام ایمان صادقی که همنام اوست و کشتی‌گیر است حمله کردند.